# Nathan Alterman

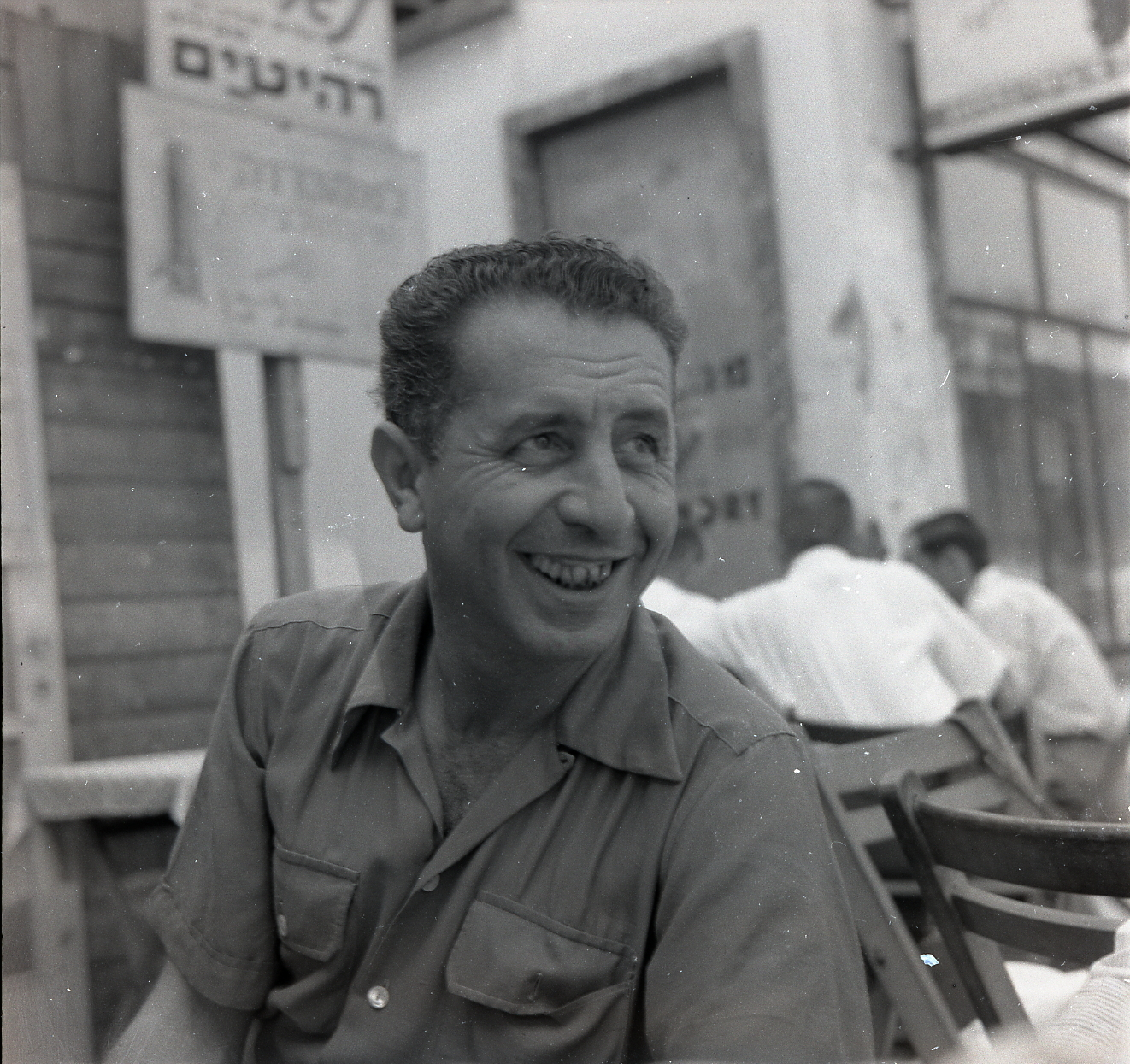
Nathan Alterman, 1950

Nathan Alterman (hebräisch נָתָן אֲלְתֶּרְמָן; * Juli 1910 in Warschau, Russisches Kaiserreich; † 28. März 1970 in Tel Aviv, Israel) war ein hebräischsprachiger israelischer Schriftsteller und Zionist. Sein bekanntestes Gedicht ist Maggasch haKessef (hebräisch מַגָּשׁ הַכֶּסֶף ‚Silbertablett‘), das oft an staatlichen Gedenktagen vorgetragen wird.

## Biografie
Alterman, aus Polen stammend, siedelte sich im Jahr 1925 in Tel Aviv im britischen Mandatsgebiet Palästina an. In Frankreich studierte er Landwirtschaft und begann nach seiner Rückkehr sein schriftstellerisches Werk in hebräischer Sprache. Er war Lyriker, Kolumnist, Satiriker, Kindergeschichtenautor und Literaturübersetzer, doch in Erinnerung blieben vor allem seine Gedichte. In seinen Texten spiegelt sich das Leben der zionistischen Pioniere wider; auch soziale und politische Probleme des im Aufbau begriffenen jüdischen Staates werden darin thematisiert, zuweilen in einem derben, ironischen Ton. Alterman übersetzte Werke von Molière und Shakespeare ins Hebräische.
Im Jahr 1931 veröffentlichte er sein erstes Gedicht. Als Schriftsteller zeichnete sich Alterman auf zwei Gebieten aus: einerseits als Verfasser von satirischen Versen zur Unterstützung der Bestrebungen des Jischuv bei der Errichtung eines jüdischen Staates; andererseits als anspruchsvoller moderner Dichter, der in der literarischen Avantgarde Israels eine führende Stellung einnahm und zu den bedeutenden hebräischen Dichtern des 20. Jahrhunderts zählt. 1934 wurde er Mitarbeiter der Tageszeitung Haʾaretz und wechselte 1943 zum sozialistischen Blatt Davar, wo er in seiner wöchentlichen Siebten Kolumne die britischen Behörden angriff. Er war ein Stammgast des Café Kassit in Tel Aviv, dort traf er auf Avraham Shlonsky, der das Lokal ebenfalls frequentierte.
Mosche Dajjan zitiert Alterman aus einem Gespräch des Jahres 1956 während verstärkter Terrorangriffe aus dem Gazastreifen seitens sogenannter Fedajin: „Angenommen ... wir können dem Terror nicht Einhalt gebieten. Dann stellt sich wirklich die Frage, ob wir Bestand haben werden. ... Wenn man in den Krieg ziehen muß, um seine Heimat zu verteidigen, stärkt das die Bindung an diese Heimat“. 
Nach dem Sechstagekrieg 1967 trat Alterman der Bewegung für ein Großisrael bei, die die im Krieg eroberten Gebiete annektieren wollte und später eine Fraktion der Likkud-Partei wurde.
Alterman ist auf dem Friedhof Qirjat Schaʾul in Tel Aviv beerdigt.

## Schriftstellerisches Werk
Alterman wurde in seinem literarischen Schaffen vom französischen und russischen Symbolismus beeinflusst. Er erbaute sich eine mythische Welt mit eigenen Regeln, die aus zwei gegensätzlichen Elementen besteht: Zunächst beschreibt er ein verlorenes Paradies. Dies ist ein urtümliches Land, aus dem der Dichter aufgrund einer ihm unbekannten Erbsünde verstoßen wurde und in das er nun wieder Einlass begehrt. Hier bekämpfen sich Raubtiere und Naturkräfte in gewaltigen Farben und Klängen. Im Gegensatz zu dieser elementaren Landschaft steht die mythische Stadt, mechanisiert, feindselig und dekadent, die eine morbide Faszination ausübt. Ein Leitmotiv in Altermans Gedichten ist der unvermeidliche Zusammenprall dieser beiden Elemente, der erst in einem abschließenden Moment der Bewusstwerdung kurz vor dem Tode aufgelöst werden kann.

## Werke (Auswahl)
- Nathan Alterman: Ktavīm bəʾarbaʿah Krachīm. (hebräisch כְּתָבִים בְּאַרְבָּעָה כְּרָכִים ‚Schriften in vier Bänden‘) HaKibbuz haMeʾuchad Publishing House, Tel Aviv 1961–1963 (Hebräische Werkausgabe in 4 Bänden).
- Nathan Alterman: LiJladīm. (hebräisch לִיְלָדִים ‚Für Kinder‘), HaKibbuz haMeʾuchad Publishing House, Tel Aviv 1972 (Sammlung von Kindergedichten, auf Hebräisch).
- Nathan Alterman: Maggasch haKessef. Mivchar Schīrīm. (hebräisch מַגָּשׁ הַכֶּסֶףץ. מִבְחַר שִׁירִים ‚Silbertablett. Auswahl von Gedichten‘), Misrad HaBiṭachon (Ministry of Defense Publishing House), Tel Aviv 1974 (Altermans bedeutendste Gedichte, auf Hebräisch).

## Auszeichnungen
- Bialik-Preis (1957)[4]
- Israel-Preis (1968)